# Lagen om Sveriges riksvapen
Lagen (1982:268) om Sveriges riksvapen behandlar Sveriges riksvapen ställning som symbol för den Svenska staten.

## Lagens innehåll
Enligt lagen har Sverige två riksvapen: Stora riksvapnet respektive Lilla riksvapnet. Dessa riksvapen används som symboler för den Svenska staten. Det Stora riksvapnet är även Sveriges statschefs personliga vapen.
Genom lagen definieras stora och lilla riksvapnet. Det stora riksvapnet definieras av lagens andra paragraf, av vilkens första stycke framgår att "Stora riksvapnet utgörs av en blå huvudsköld, kvadrerad genom ett kors av guld med utböjda armar, samt en hjärtsköld som innehåller det kungliga husets dynastivapen." Det lilla riksvapnet definieras av lagens tredje paragraf, av vilkens första stycke framgår att "Lilla riksvapnet består av en med kunglig krona krönt blå sköld med tre öppna kronor av guld, ordnade två över en." Av respektive paragrafs övriga stycken preciseras definitionen av de båda vapnen.
Enligt lagen får en myndighet som använder lilla riksvapnet till det foga ett emblem som symboliserar deras verksamhet. Innan ett sådant tillägg tas i bruk, bör yttrande inhämtas från statens heraldiska nämnd.
Lagstiftaren har med lagen haft som syfte att förtydliga hur riksvapnen ska se ut. Någon ändring i utseendet i förhållande till hur riksvapnena tidigare såg ut avsågs dock ej.

## Bakgrund
Innan lagen om Sveriges riksvapen antogs 1982 fanns en äldre lagstiftning på samma ämne som hette lagen (1908:65 s. 1) om rikets vapen. Planer på en översyn av den tidigare lagstiftningen fanns redan 1949, och i maj 1966 presenterades en statlig offentlig utredning (SOU) på ämnet.
Eftersom frågan inte ansågs akut valde man dock att avvakta, bland annat mot bakgrund av den stundande grundlagsreformen. När det så blev åter aktuellt att se över lagstiftningen tillsattes inte någon ny offentlig utredning, utan istället togs en departementspromemoria fram som komplement till 1966 års utredning.
Till skillnad från 1908 års lag innehåller inte 1982 års lag några sanktioner för den som missbrukar riksvapnen. Inskränkningar i möjligheten att använda riksvapnen finns dock i annan lagstiftning, till exempel 1 § lag (1970:498) om skydd för vapen och vissa andra officiella beteckningar.

### Offentligt tryck
- Proposition 1981/82:109 med förslag till ny lagstiftning om Sveriges riksvapen och Sveriges flagga.
- Ds Ju 1981:4 Sveriges riksvapen och Sveriges flagga.
- SOU 1966:62 Rikets vapen och flagga.

### Fotnoter
1. 1 2 3 4  1 § lagen (1982:268 Arkiverad 6 augusti 2021 hämtat från the Wayback Machine.) om Sveriges vapen.
2. ↑  2 § lagen (1982:268) om Sveriges vapen.
3. ↑  3 § lagen (1982:268 Arkiverad 6 augusti 2021 hämtat från the Wayback Machine.) om Sveriges vapen.
4. ↑  2-3 §§ lagen (1982:268 Arkiverad 6 augusti 2021 hämtat från the Wayback Machine.) om Sveriges vapen.
5. 1 2  3 § 4 st lagen (1982:268 Arkiverad 6 augusti 2021 hämtat från the Wayback Machine.) om Sveriges vapen.
6. 1 2  Proposition 1981/82:109 s. 7.
7. 1 2  Proposition 1981/82:109 s. 4.
8. 1 2  Proposition 1981/82:109 s. 5.
9. 1 2  Ds Ju 1981:4 s. 31 ff.